# Profiler
Profiler é uma série de televisão dramática da NBC, que foi ao ar entre os anos de 1996 e 2000. A série contava a história de uma mulher que fazia perfis de criminosos na cidade de Atlanta, Geórgia.
Ally Walker foi a estrela da série nas primeiras temporadas, interpretando o papel de Samantha Waters, porém, na última temporada, acabou por ser substituída por Jamie Luner, que interpretou o papel de Rachel Burke. Robert Davi, Roma Maffia, Peter Frechett, Erica Gimpel e Julian McMahon, foram co-estrelas durante todas as temporadas da série. Em 1998, Evan Rachel Wood entrou para o elenco da série, substituindo Caitlin Wachs, como a filha de Samantha.
Profiler tem personagens centrais e uma premissa muito parecidos com os de Millennium, série da FOX, exibida no Brasil pela TNT e pela Record, criada por Chris Carter. Ambos estrearam no início da temporada 1996-1997.

## Elenco
- Ally Walker como Dra. Samantha Waters
- Robert Davi como Agt. Bailey Malone
- Julian McMahon como Det. John Grant
- Roma Maffia como Grace Alvarez
- Peter Frechette como George Fraley
- Erica Gimpel como Angel Brown
- Michael Whaley como Det. Nathan Brubaker
- Jamie Luner como Rachel Burke
- Dennis Christopher como Jack
- Caitlin Wachs como Chloe Waters

## DVDs
A&E Home Video lançou a série completa nos Estados Unidos, e não há previsão de lançamento em nenhum país lusófono.
| Nome do DVD                  | #  | Data de lançamento (EUA) |
| ---------------------------- | -- | ------------------------ |
| Profiler - The First Season  | 22 | 2003, 29 de Julho        |
| Profiler - The Second Season | 20 | 2003, 25 de Novembro     |
| Profiler - The Third Season  | 21 | 2004, 27 de Abril        |
| Profiler - The Fourth Season | 20 | 2004, 26 de Outubro      |